# Lissocarcinus elegans
Lissocarcinus elegans is een krabbensoort uit de familie van de Portunidae. De wetenschappelijke naam van de soort is voor het eerst geldig gepubliceerd in 1934 door Boone.